# 赵庄镇 (宝丰县)
赵庄乡，是中华人民共和国河南省平顶山市宝丰县下辖的一个乡镇级行政单位。

## 行政区划
赵庄乡下辖以下地区：
赵庄村、娄庄村、小黄村、大韩村、白店村、周营村、大黄村、吴庄村、刘庄村、马辛庄村、闵庄村、官衙村、泥河村、张庄村、晁庄村、木中营村、范庄村、军营村、岳寨村、任寨村、袁庄村和岔河寺村。